# Gruppo Torinese Trasporti
Pour les articles homonymes, voir GTT.
Le Gruppo Torinese Trasporti - GTT, est une entreprise de transport public qui exploite de nombreuses lignes de bus urbaines et interurbaines, le tramway de Turin, le métro de Turin ainsi que plusieurs lignes ferroviaires et plusieurs navettes touristiques (navettes fluviales ou autobus).
Elle est active dans la ville métropolitaine de Turin ainsi que dans les provinces d'Alexandrie, d'Asti et de Coni.

## Galerie de photographies

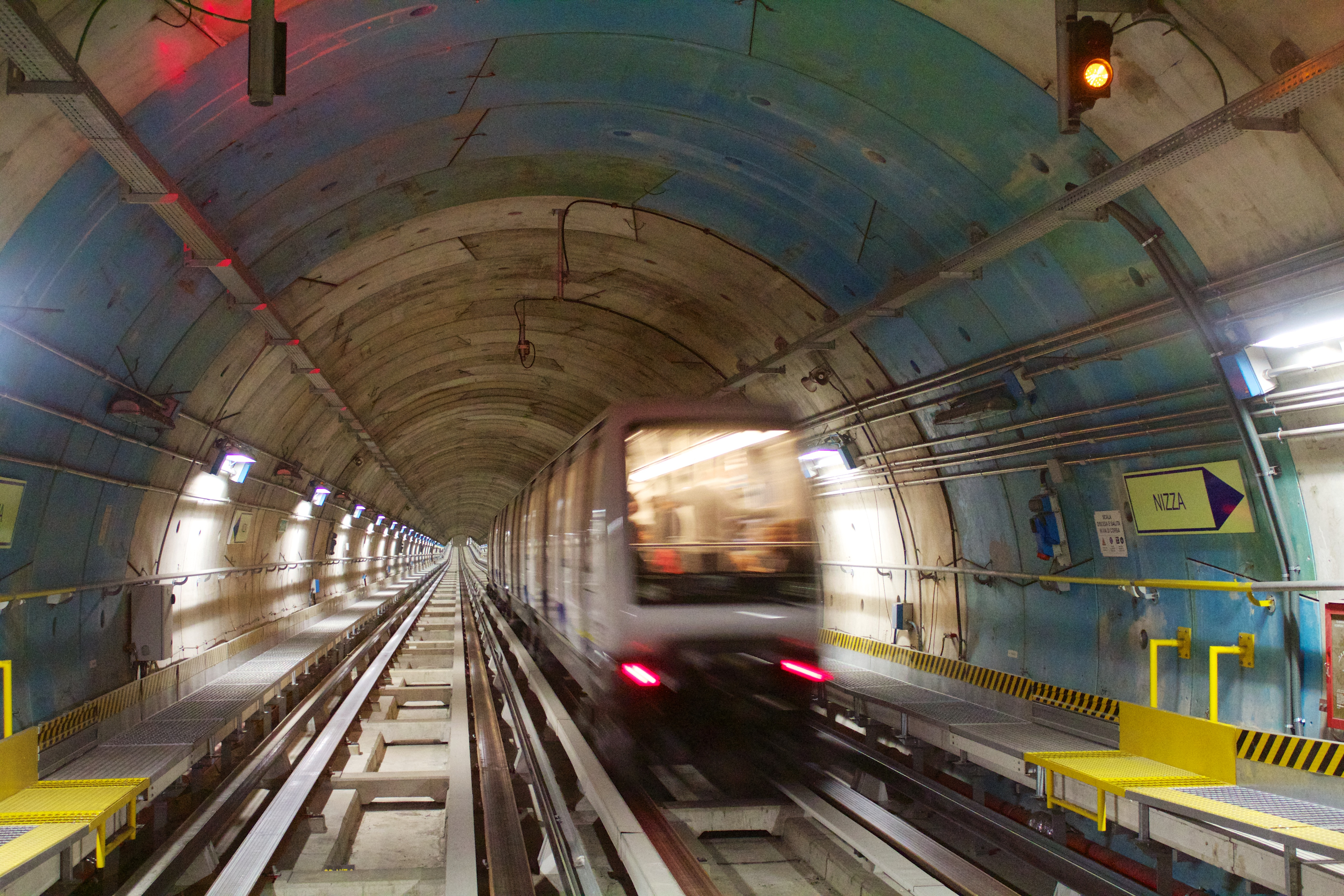
Croisement entre deux métros automatiques.
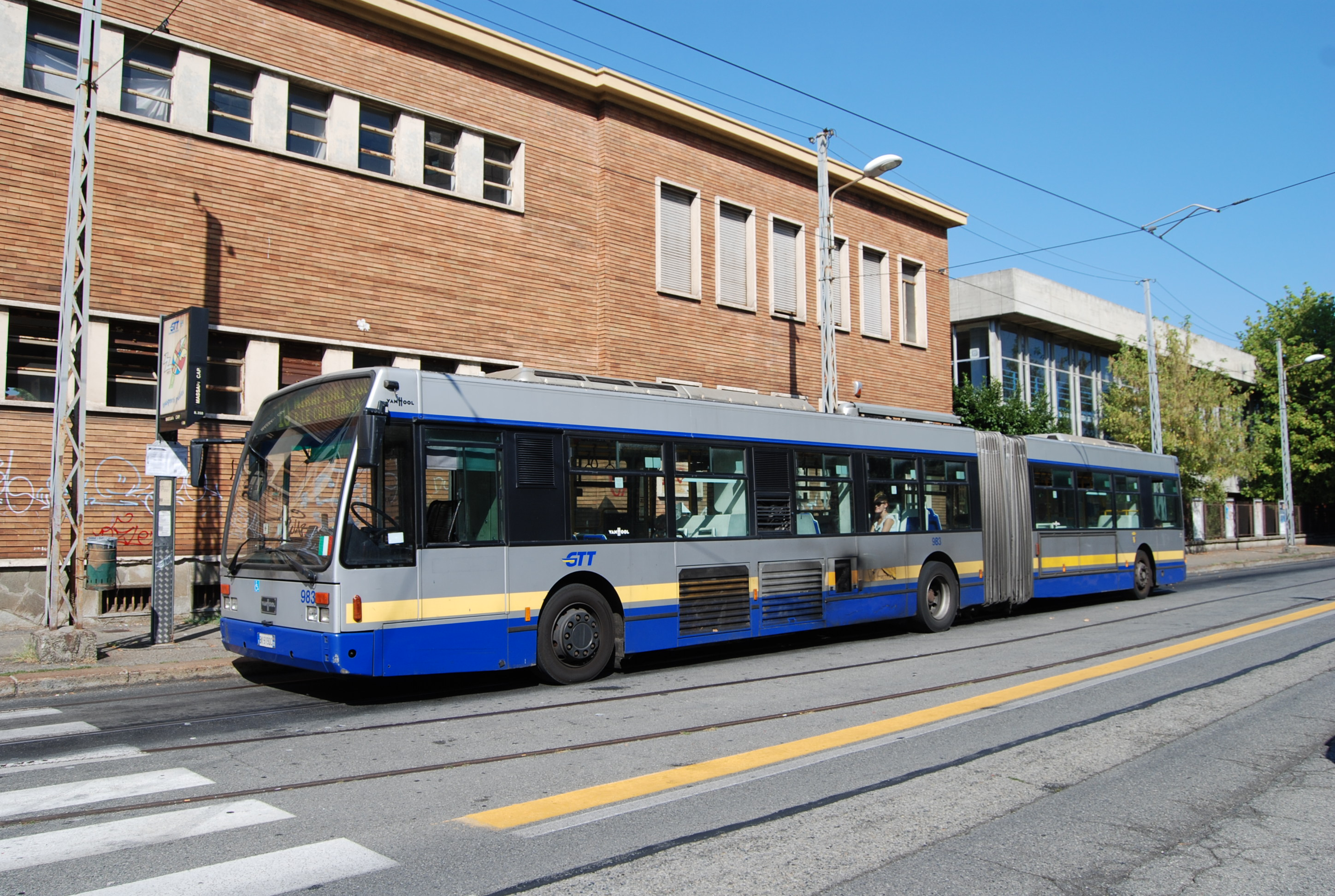
Autobus articulé Van Hool AG300.
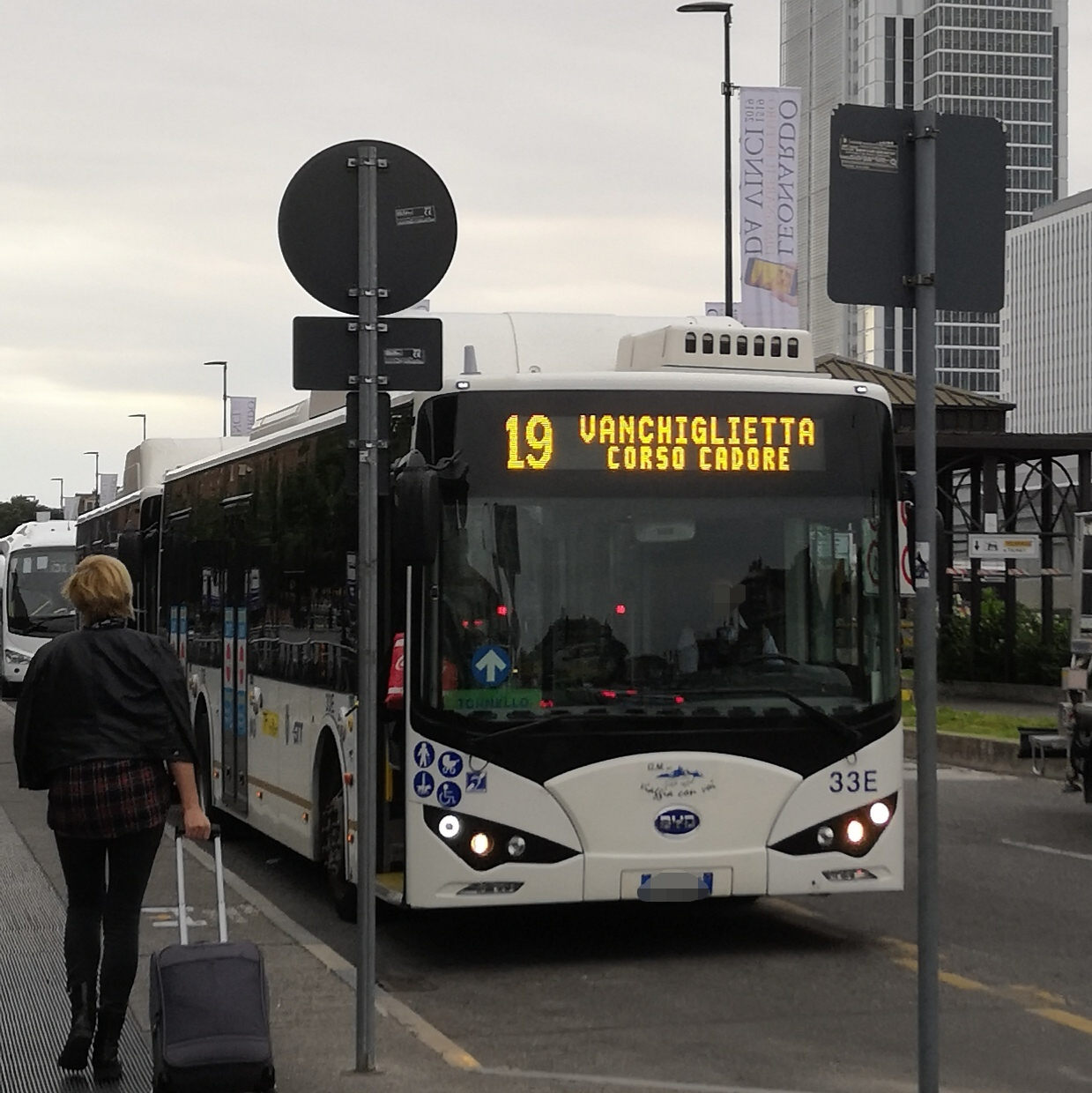
Autobus électrique BYD.
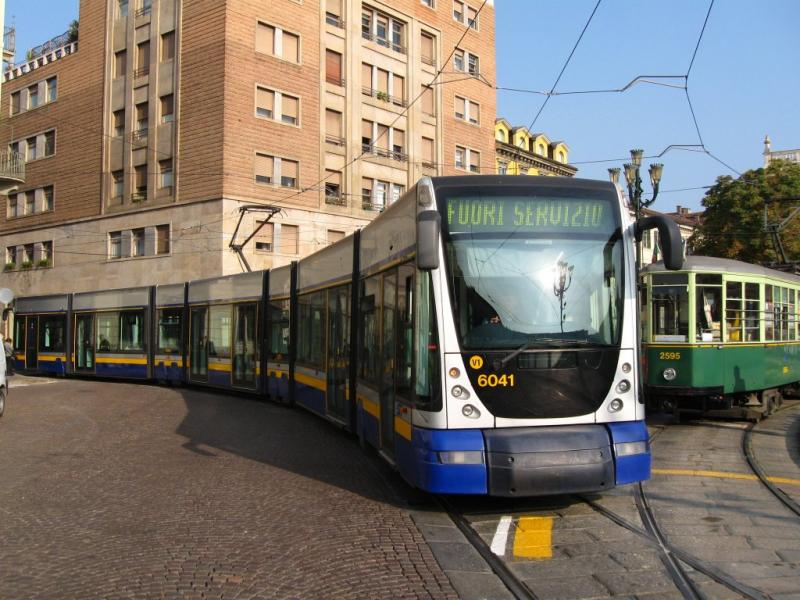
Tramway série 7000.
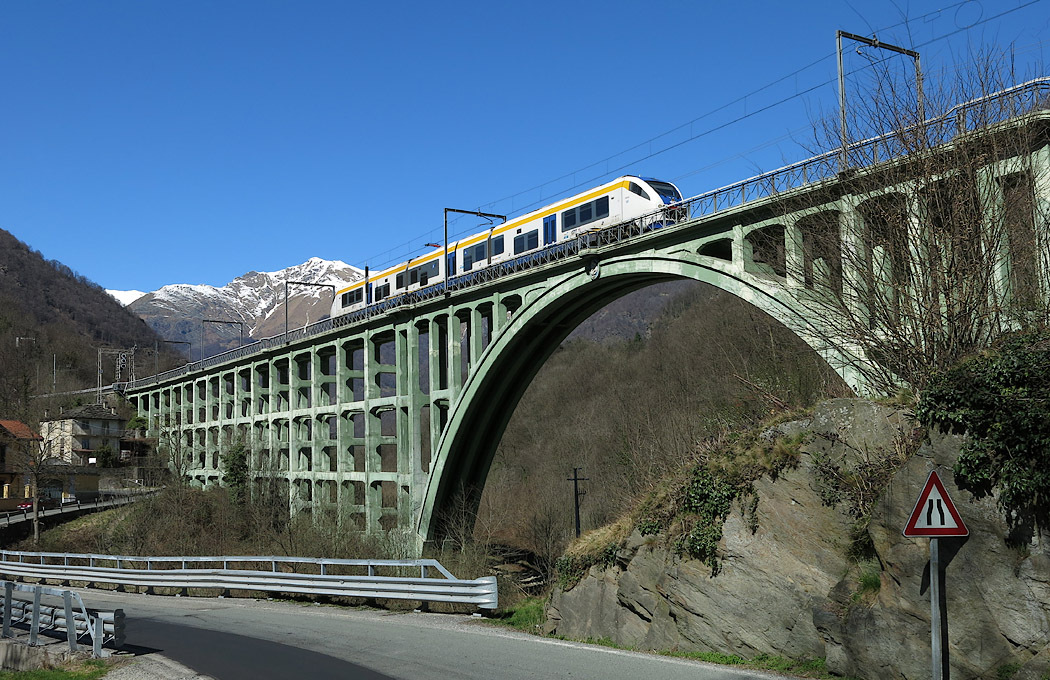
Train sur la ligne Turin - Ceres